# Kawaiisu
El Kawaiisu (Nɨwɨ'abigidɨ, Nɨwɨ'abigipɨ) és una llengua de la família uto-asteca parlada per la tribu ameríndia dels Kawaiisus de Califòrnia.

## Classificació
Kawaiisu forma part de la divisió numic meridional de la família lingüística uto-asteca.

## Entorn lingüístic
La llar dels Kawaiisu està envoltada pels parlants de llengúes uto-asteques que no pertanyen al grup numic: els Kitanemuk del sud parlen llengües takic, els tübatulabal del nord parlen tubatulabal, els yokuts a l'oest no són uto-asteques. Els chemehuevi de l'est són considerats els més propers als kawaiisu perquè han adoptat una parla numic meridional.

## Distribució geogràfica
Els darrers parlants Kawaiisu viuen a l'àrea de les Muntanyes Tehachapi de Califòrnia.

## Revitalització
Cap al 1994 la llengua es trobava severament amenaçada, amb potser menys de 20 parlants. Cap al 2011 el Projecte Kawaiisu va rebre el Premi de Conservació Històrica del Governador pels seus esforços en documentar la llengua i la cultura kawaiisu, inclòs el "Handbook of the Kawaiisu, language teaching and the Kawaiisu Language and Cultural Center [and] the Kawaiisu exhibit at the Tehachapi Museum." Cap al 2012 el Kawaiisu Language and Cultural Center ofereix classes de llengua i DVDs per a aprendre a casa, així com ensinistra altres grups que cerquen crear programes i materials de llengua.

## Morfologia
Kawaiisu és una llengua aglutinant en la que les paraules utilitzen sufixos complexos per a una varietat de propòsits amb diversos morfemes enfilats.
|         | anterior | posterior no arrodonida | posterior arrodonida |
| ------- | -------- | ----------------------- | -------------------- |
| Alta    | i        | ɨ                       | u                    |
| No Alta | e        | a                       | o                    |

### Consonants
Kawaiisu té un inventari consonàntic numic atípic en què moltes de les alternances de consonants en altres idiomes númics ja no es produeixen al Kawaiisu. L'inventari consonàntic kawaiisu, per tant, és molt més gran que en una típica llengua numic.
|                  | Bilabial | Coronal | Palatal | Velar | Labialitzada velar | Glotal |
| ---------------- | -------- | ------- | ------- | ----- | ------------------ | ------ |
| Oclusiva sorda   | p        | t       |         | k     | kʷ                 | ʔ      |
| Oclusiva sonora  | b        | d       |         |       |                    |        |
| Africada         |          | ts      | tʃ      |       |                    |        |
| Fricativa sorda  |          | s       | ʃ       |       |                    | h / hʷ |
| Fricativa sonora | β        | z       | ʒ       | ɣ     | ɣʷ                 |        |
| Nasal            | m        | n       |         | (ŋ)   |                    |        |
| Bategant         |          | ɾ       |         |       |                    |        |
| Lateral          |          | (l)     |         |       |                    |        |
| Semivocal        |          |         | j       |       | w                  |        |

l i ŋ només es troben en préstecs.

## Sons

### Vocals
Kawaiisu té un inventari vocàlic Numic de sis vocals.